# Voorindische pauwoogmoerasschildpad
De voorindische pauwoogmoerasschildpad of Peters pauwoogmoerasschildpad (Morenia petersi) is een schildpad uit de familie Geoemydidae. De soort werd voor het eerst wetenschappelijk beschreven door John Anderson in 1879. Oorspronkelijk werd de wetenschappelijke naam Batagur (Morenia) petersi gebruikt. De soortaanduiding petersi is een eerbetoon aan de Duitse herpetoloog Wilhelm Peters (1815 - 1883)

## Uiterlijke kenmerken
Het koepelvormige rugschild wordt ongeveer 20 centimeter lang, mannetjes blijven kleiner. De schildkleur is variabel, van bruin of groen tot zwart, iedere hoornplaat heeft gele randen, ook de schildrand is geel. Op iedere schildplaat is een duidelijke oogvlek aanwezig, die met de jaren vervaagt en het best bij de juveniele dieren te zien is. Aan deze oogvlekken is de naam pauwoogmoerasschildpad te danken. Het buikschild is meestal geel, soms met donkere vlekjes. De kop is groen tot bruin met drie gele lengtestrepen, de snuitpunt is puntig.

## Algemeen
De voorindische pauwoogmoerasschildpad komt voor in delen van Azië en leeft in de landen Bangladesh en India. De schildpad is niet heel sterk aan het water aangepast, de habitat bestaat uit langzaam stromende wateren zoals rivieren en vijvers. Op het menu staan zowel waterplanten als kleine dieren zoals vissen en kreeftachtigen.